# Maxime Galkine
Pour les articles homonymes, voir Galkine.
Maxime Alexandrovitch Galkine (en russe : Максим Александрович Галкин ; en anglais Maksim Galkin), né le 18 juin 1976 dans l'oblast de Moscou, est un artiste et animateur de télévision, parodiste, humoriste et acteur russe.

## Biographie
Maxime Galkine est le fils du colonel général Alexandre Alexandrovitch Galkine (1935–2002), et de Natalia Galkina (1941–2004, née Natalia Pragina), professeure en sciences physiques et mathématiques, d'ascendance juive. Il a un frère aîné, Dimitri (né en 1964), qui est aujourd'hui producteur. Maxime Galkine fait preuve d'un talent de parodiste et d'imitateur dès sa prime jeunesse qu'il passe en Allemagne de l'Est, puis à Odessa et à Oulan-Oudé en Bouriatie où il effectue une partie de ses études secondaires qu'il poursuit ensuite à Moscou, où sa famille a déménagé. Il entre en 1993 à la faculté de linguistique de l'université d'État des sciences humaines de Russie qu'il termine en 1998 et s'inscrit à une thèse de stylistique comparée à propos notamment du Faust de Goethe, mais qu'il doit finalement abandonner en 2009. Maxime Galkine parle le français et l'anglais.
Sa carrière théâtrale commence en avril 1994 lorsqu'il monte sur scène au théâtre des étudiants de l'université de Moscou dans une parodie, puis dans Cabaret 03. Il participe encore à des spectacles parodiques au théâtre de l'Estrade de Moscou en juin suivant. Boris Brounov le remarque et l'invite dans la troupe de son théâtre de l'Estrade. Ensuite il participe à des tournées à travers le pays avec l'acteur humoristique Mikhaïl Zadornov qui appelle Galkine « son successeur ».
Il reçoit en janvier 2001 le prix Triomphe, en avril 2001 le prix Ostap d'or (à Saint-Pétersbourg) qui distinguent des humoristes. Son premier spectacle en solo a lieu en juillet 2001 à Vitebsk et dès lors sa carrière s'envole. En 2002, il donne deux représentations J'ai 26 ans (А мне — 26!) au Palais d'État du Kremlin.
C'est à partir d'octobre 2001 qu'il se met à chanter avec sa première chanson Être ou ne pas être (Boud ili nié boud) qu'il chante en duo avec Alla Pougatcheva. Par la suite, il paraît deux fois pour ses spectacles télévisés de fin d'année avec elle  Nouvel an au premier (Новый год на Первом) et Rencontres de Noël (Рождественские встречи) qui sont une véritable institution en Russie. Il présente l'équivalent russe (Qui veut devenir millionnaire ?) du jeu télévisé Qui veut gagner des millions ? sur la première chaîne publique de 2001 à 2008.
En 2006, l'artiste est décoré de l'ordre de l'Amitié par le président Vladimir Poutine.
Galkine fait énormément de tournées en province et la plupart des grandes émissions de variétés de la télévision russe demandent sa présence. Il imite aussi bien des personnalités du show business que des hommes politiques.
Le 16 septembre 2022, Maxime Galkine est déclaré « agent étranger » par les autorités pour avoir dénoncé l'invasion de l'Ukraine par la Russie et s'être exilé en Israël.

## Vie privée
Son mariage avec Alla Pougatcheva le 23 décembre 2011, qui a vingt-sept ans de plus que lui, est la cible de l'ironie des journalistes de presse people qui y voient un moyen de consolider sa carrière professionnelle. Il rétorque qu'il demeure chez elle depuis 2005 et qu'il la connaît depuis 2001 ayant eu l'occasion de tourner et de paraître sur les plateaux de télévision avec elle à de nombreuses reprises. 
Le 18 septembre 2013 a lieu la naissance de leur fille Yelizaveta et de leur fils Harry par gestation pour autrui.

## Discographie
- «Улыбайтесь, господа!». Spectacle (DVD, 2002) [Souriez messieurs!]
- «Это — любовь!». Avec Alla Pougatcheva split-album (CD, 2002) [C'est l'amour]
- «А мне 26»[5]. Spectacle (DVD, 2002) [Et moi j'ai vingt-six ans] tourné au théâtre du Kremlin
- «НЕпоследний герой». Spectacle (DVD, 2003) [Le NON-dernier héros]
- «Кто хочет стать миллионером?». Jeu interactif pour DVD-player (2005) [Qui veut devenir millionnaire?]
- «Maxime Galkine. Les classiques de l'humour». Meilleurs extraits (CD, 2006)
- «Maxime Galkine. Le Best-of». Trois spectacles en solo (3DVD, 2007)